# 揭穿经济学
《揭穿经济学：社科中皇帝的新衣》是经济学家史蒂夫·科恩所著的一本关于主流经济学的问题的书。该书最初由泽德书籍于 2001 年出版，2011年发行修订版。还本书出版了西班牙文、法文和中文的译本。 一般读者可以阅读该书，使用文字与图像、而非方程式来说明观点，但书籍主要针对至少掌握一些基础经济学知识的人群。

## 引用文献
1. ↑  Keen, Steve. . Zed Books. 2011. ISBN 978-1848139923.
2. ↑  . WorldCat. 2010  [12 October 2016]. （原始内容存档于2018-09-25）.